# Leao Butrón
Leao Butrón (ur. 6 marca 1977 w Limie) – peruwiański piłkarz grający na pozycji bramkarza. Posiada również obywatelstwo włoskie.

## Kariera klubowa
Butrón jest wychowankiem Sporting Cristal - klubu z Limy, rodzinnej miejscowości piłkarza. W Sportingu w ciągu pięciu lat rozegrał 75 spotkań. W 2002 został zawodnikiem Alianzy Atlético, a po roku podpisał kontrakt z jednym z najbardziej utytułowanych peruwiańskich klubów: Alianzą Lima. Tam był podstawowym golkiperem swojego zespołu, w sumie w latach 2003-2005 rozegrał 81 spotkań w drużynie Alianzy i zdobył z nią dwa tytuły mistrza Peru. W 2006 roku przeszedł do Universidad San Martín. W zespole tym, podobnie jak w Alianzie, występuje w podstawowej jedenastce i dwukrotnie wywalczył tytuł mistrza ligi peruwiańskiej. W maju 2008 roku zatrudnieniem piłkarza były zainteresowane hiszpańskie Valencia CF i UD Almería.

## Kariera reprezentacyjna
Leao Butrón jest podstawowym bramkarzem reprezentacji Peru. Brał udział aż w czterech edycjach Copa América: Copa América 1997, Copa América 1999, Copa América 2004 i Copa América 2007.

## Osiągnięcia
Sporting Cristal
- Mistrz Peru: 1996

Alianza Lima
- Mistrz Peru: 2003, 2004

Universidad San Martín
- Mistrz Peru: 2007, 2008